# Restaurant Julien
Restaurant Julien je secesní restaurace v Paříži. Nachází se v 10. obvodu na adrese Rue du Faubourg-Saint-Denis č. 16.

## Historie
V roce 1787 se zde nacházel hostinec Cheval Blanc (U Bílého koně), který se později stal jednou z prvních koncertních kaváren. V letech 1902-1905 budovu a restauraci přestavěl její majitel, francouzský architekt Édouard Fournier v secesním slohu. Malované skleněné panely v jídelním sále vytvořil Louis Trézel.
Fasáda se střechou vedoucí na ulici a interiér jsou od roku 1997 chráněny jako historická památka.

## Gallery

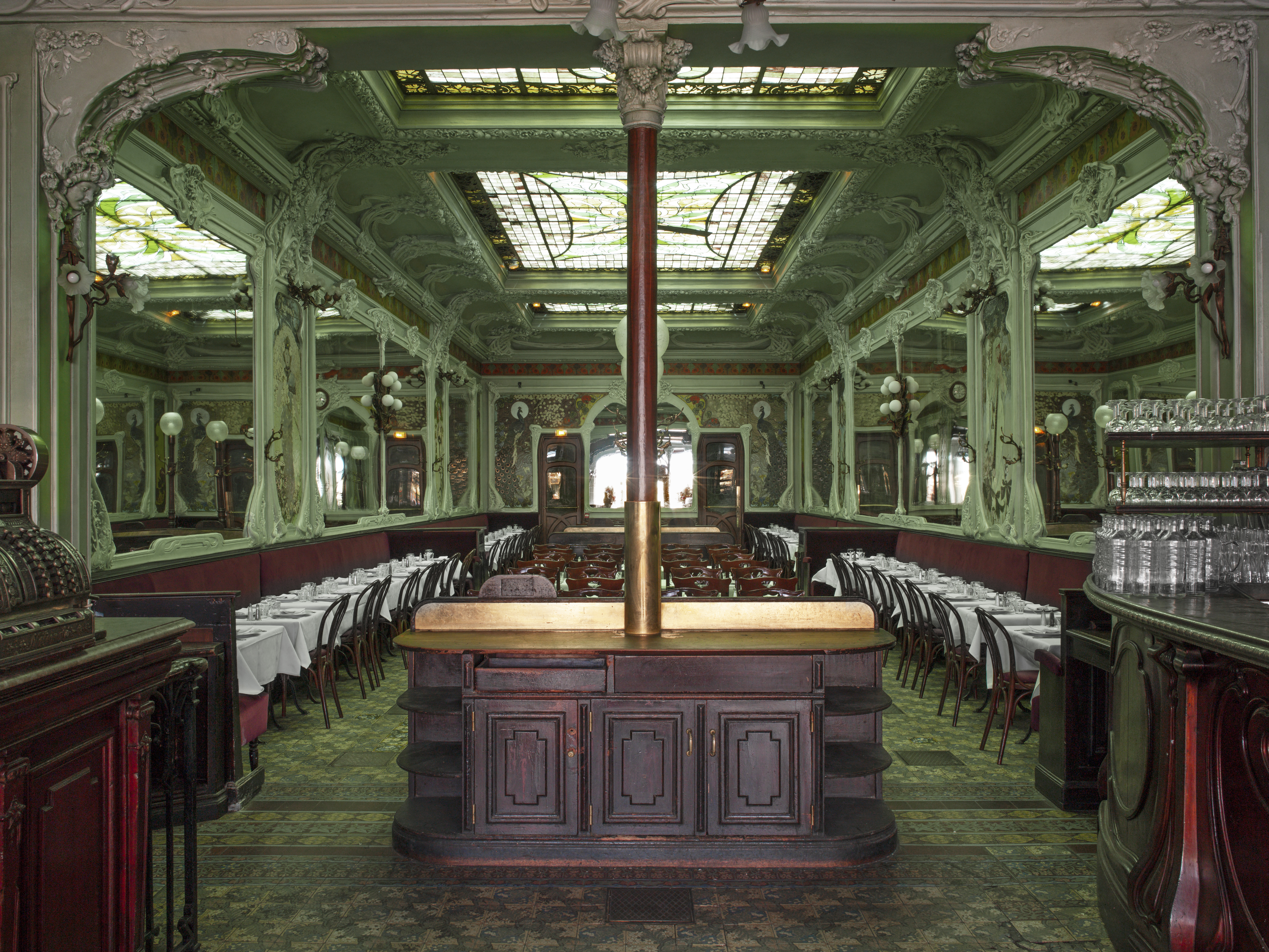
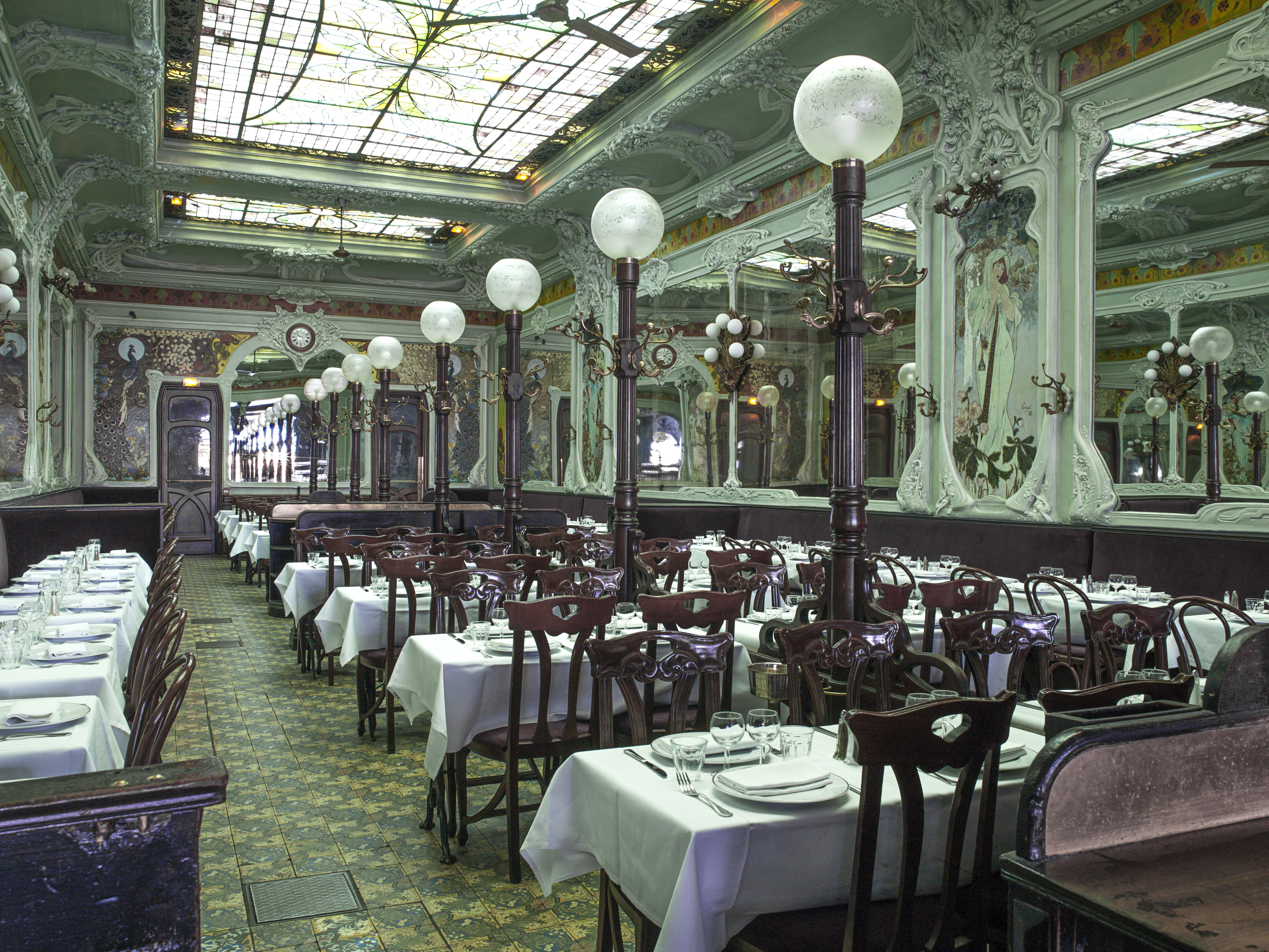
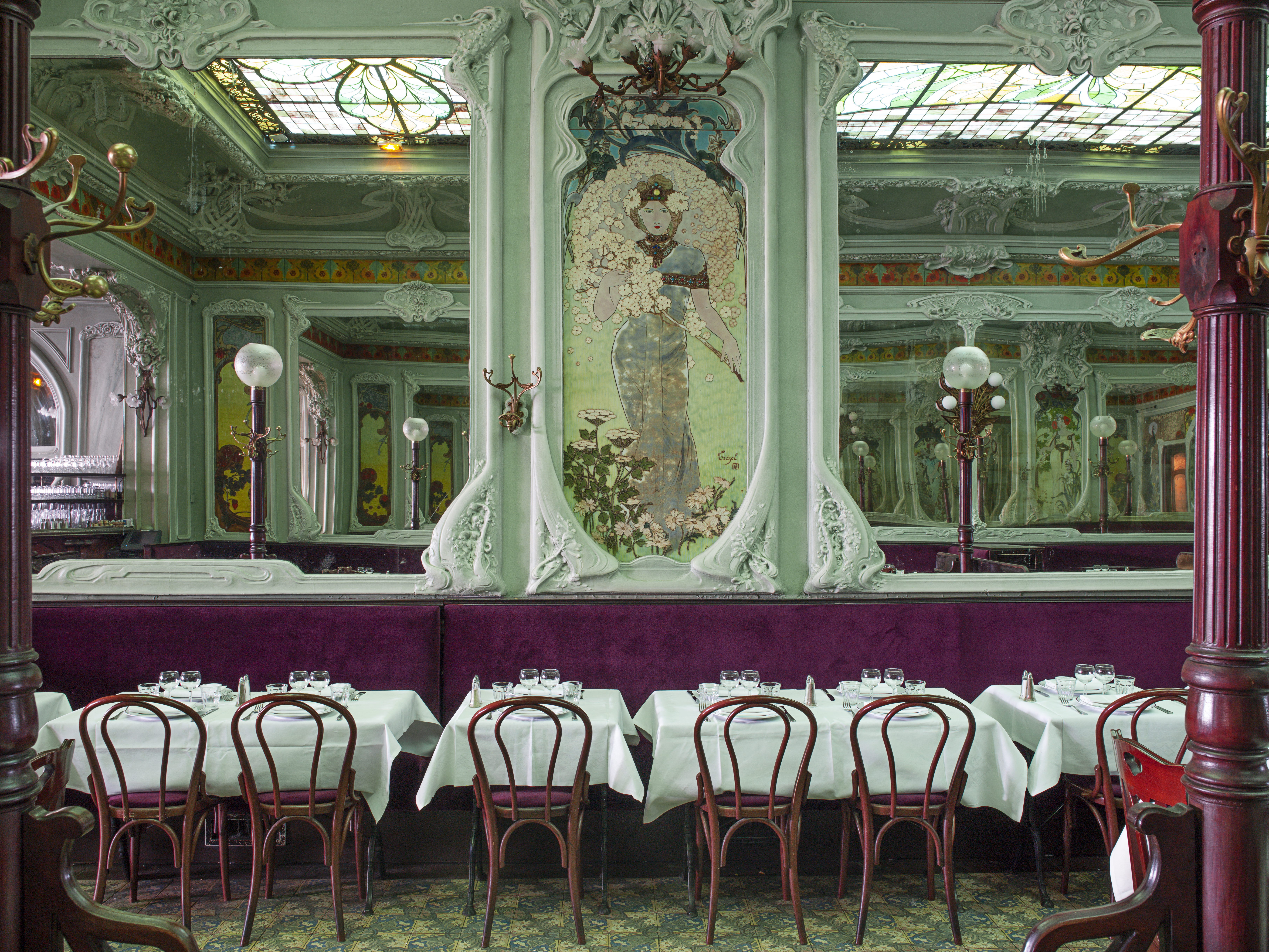
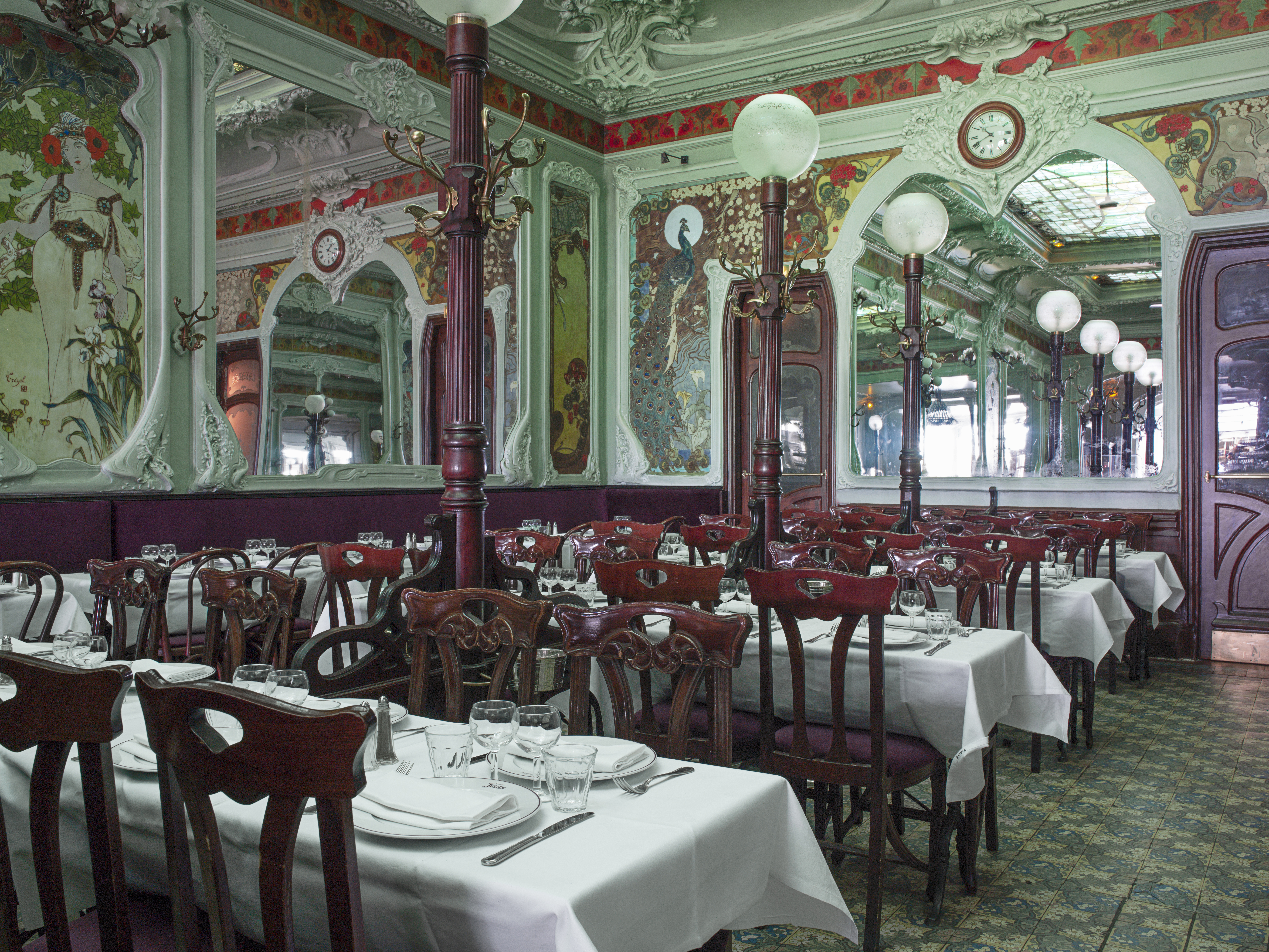
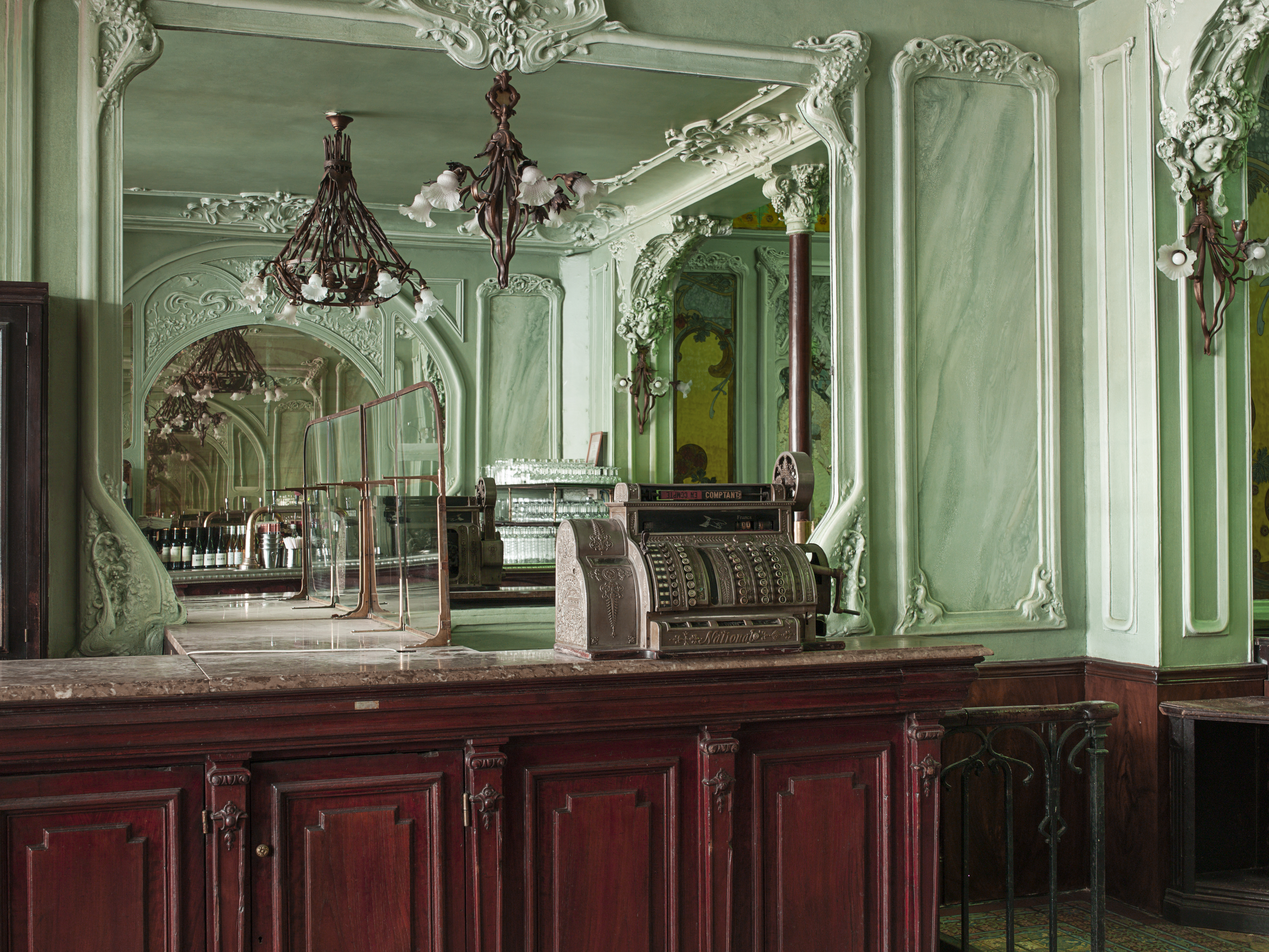
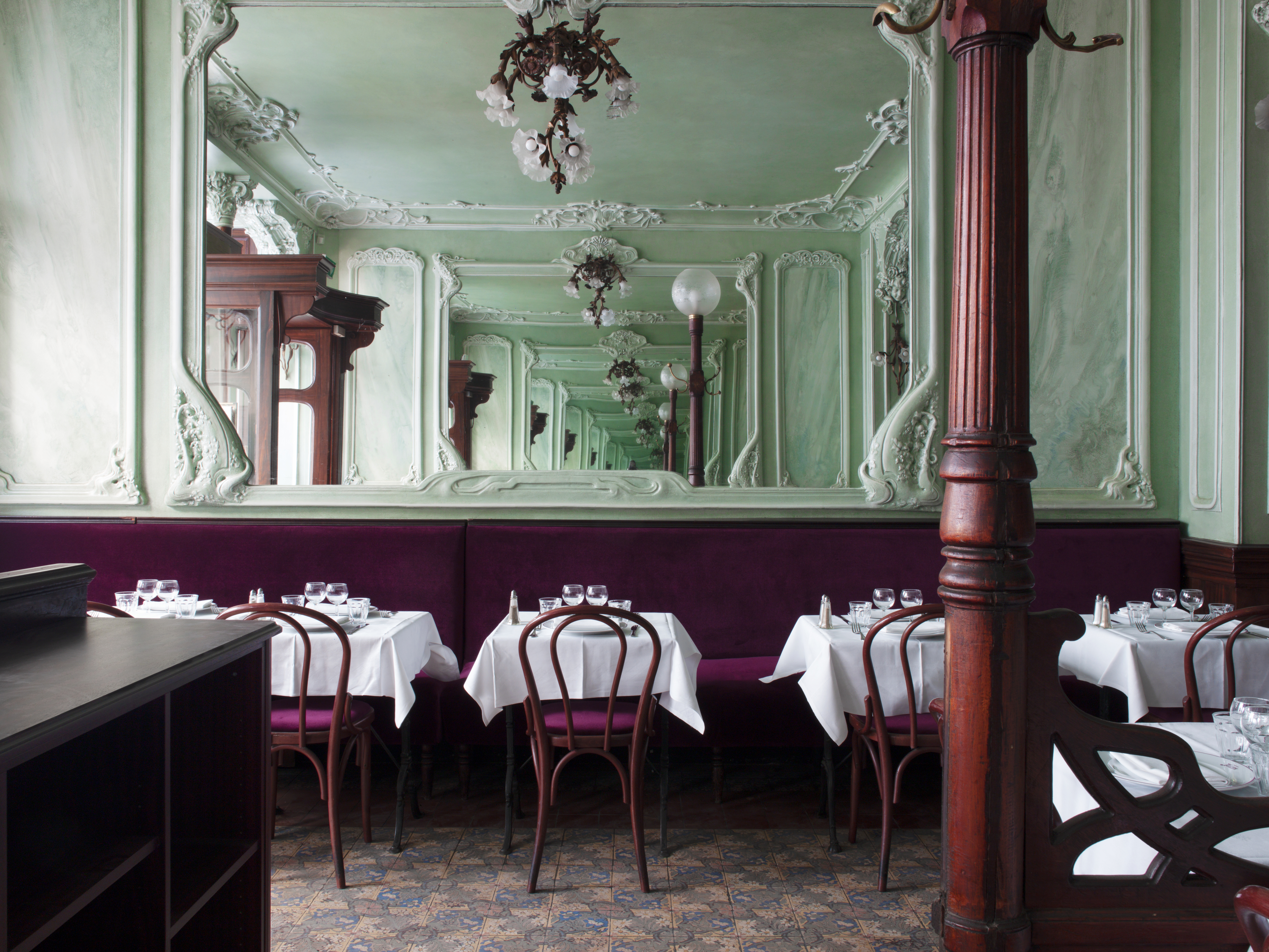
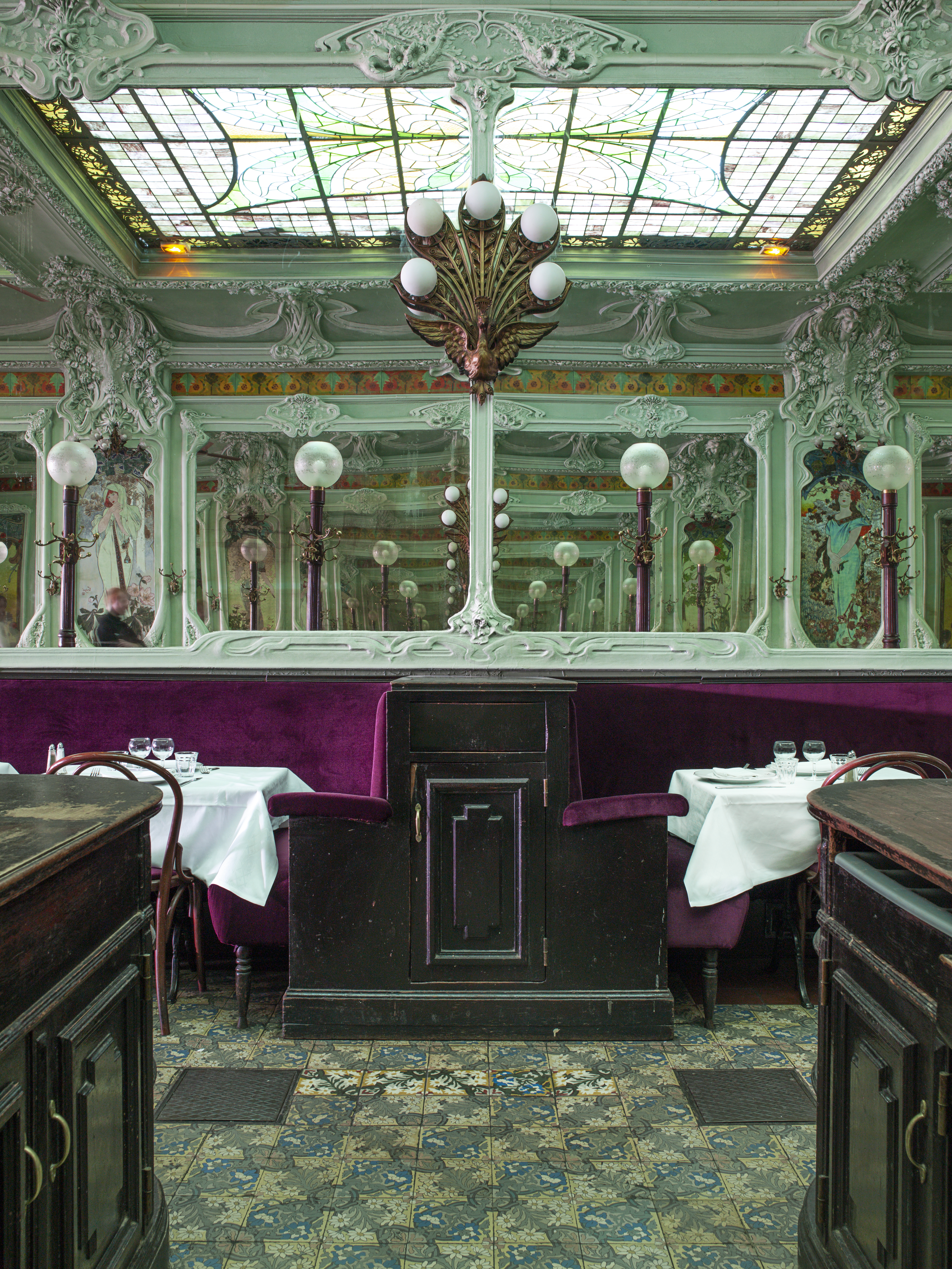
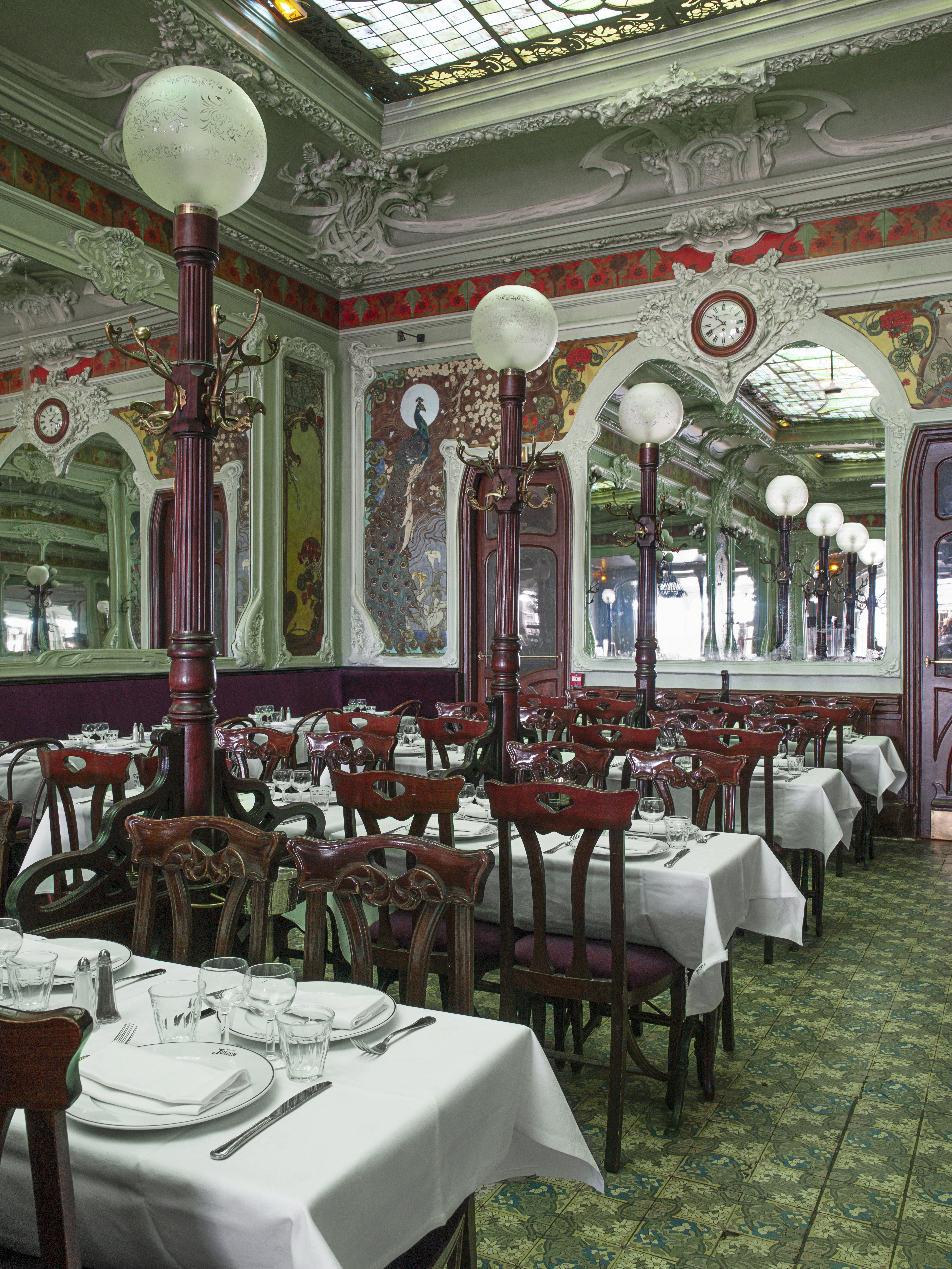